# Stazione di Musiano-Pian di Macina
La stazione di Musiano-Pian di Macina è una fermata ferroviaria posta sulla linea Bologna-Firenze. Serve i centri abitati di Musiano e di Pian di Macina, frazioni del comune di Pianoro, nella città metropolitana di Bologna.

## Movimento
La fermata è servita dai treni regionali della linea S1 del servizio ferroviario metropolitano di Bologna, in servizio sulle relazioni Porretta Terme/Marzabotto-Bologna Centrale-Pianoro e Bologna Centrale-Prato, con una frequenza complessiva di un treno ogni 15 minuti in ora di punta.
I treni sono svolti da Trenitalia Tper nell'ambito del contratto di servizio stipulato con la Regione Emilia-Romagna.
A novembre 2019, la stazione risultava frequentata da un traffico giornaliero medio di circa 297 persone (140 saliti + 157 discesi).

## Servizi
La stazione è classificata da RFI nella categoria bronze.